# Задубровський
Задубро́вський (рос. Задубровский) — селище у складі Біловського округу Кемеровської області, Росія.

## Населення
Населення — 167 осіб (2010; 201 у 2002).
Національний склад (станом на 2002 рік):
- росіяни — 87 %